# Michael Tregor
Michael Tregor (* 10. September 1950 in Santiago de Chile) ist ein deutscher Schauspieler.
Michael Tregor ist in Deutschland aufgewachsen und absolvierte seine Ausbildung an der Neuen Münchner Schauspielschule. Sein erstes Engagement führte ihn an die Staatlichen Schauspielbühnen in Berlin, es folgten unter anderem das Staatstheater Hannover, das Schillertheater Berlin, die Münchner Kammerspiele und das Bayerische Staatsschauspiel.
Seine Karriere bei Film und Fernsehen begann 1976, seither war er in über 30 Produktionen zu sehen. 1992 wurde er als Nachwuchsschauspieler des Jahres ausgezeichnet. Michael Tregor ist auch ein vielbeschäftigter Sprecher beim Bayerischen Rundfunk, so leiht er seine markante Stimme regelmäßig Beiträgen in Capriccio, dem Kulturmagazin des Bayerischen Fernsehens.
Michael Tregor stammt aus einer Künstlerfamilie: Sein Vater Nicolai war Bildhauer und sein Bruder Nicolai Tregor schuf in München unter anderem das Bronze-Denkmal des Schauspielers Helmut Fischer und die Büste der Widerstandskämpferin Sophie Scholl.

## Filmografie (Auswahl)
- 1977: Tausend Lieder ohne Ton
- 1978: Der Pfingstausflug
- 1978: Jauche und Levkojen
- 1979: Tatort: Gefährliche Träume
- 1981: Don Quichottes Kinder
- 1981: Kenn’ ich, weiß ich, war ich schon!
- 1986: Fotofinish
- 1988: Drei D
- 1988: Faust – Vom Himmel durch die Welt zur Hölle
- 1989: Meister Eder und sein Pumuckl – Pumuckl und die Kopfwehtabletten
- 1992: König Lear
- 1996: Der Komödienstadel: Minister gesucht
- 1997: Verdammtes Glück
- 1997: Polizeiruf 110: Feuer!
- 1999: Tatort: Das Glockenbachgeheimnis
- 2000: Der tote Taucher im Wald
- 2004: Der weiße Afrikaner
- 2004: Tatort: Vorstadtballade
- 2005: Forsthaus Falkenau (Fernsehserie, vier Folgen)
- 2005: Unter Verdacht (Fernsehreihe, eine Folge)
- 2005: Die Bluthochzeit
- 2005: Die Mandantin
- 2005: Die Rosenheim-Cops – Der Kaiser ist tot
- 2005: Tatort: Tod auf der Walz
- 2007: Tatort: A gmahde Wiesn
- 2010: Mord mit Aussicht – Mikado
- 2011: Ten – Sündige und du wirst erlöst (Kurzfilm)
- 2012: Pfarrer Braun – Ausgegeigt!
- 2013: Neue Adresse Paradies
- 2013: Hubert und Staller – Omm, du bist tot
- 2019: Tatort: Die ewige Welle
- 2019: Hubert ohne Staller – Jäger des verlorenen Hutes
- Gastauftritte unter anderem in Café Meineid, Der Alte, Der Fahnder, Derrick, Die Rosenheim-Cops und SOKO 5113

## Hörspiele
- 2001: Philip K. Dick: Zeit aus den Fugen – Bearbeitung und Regie: Marina Dietz (Hörspiel – BR)